# Hornblower Hybrid

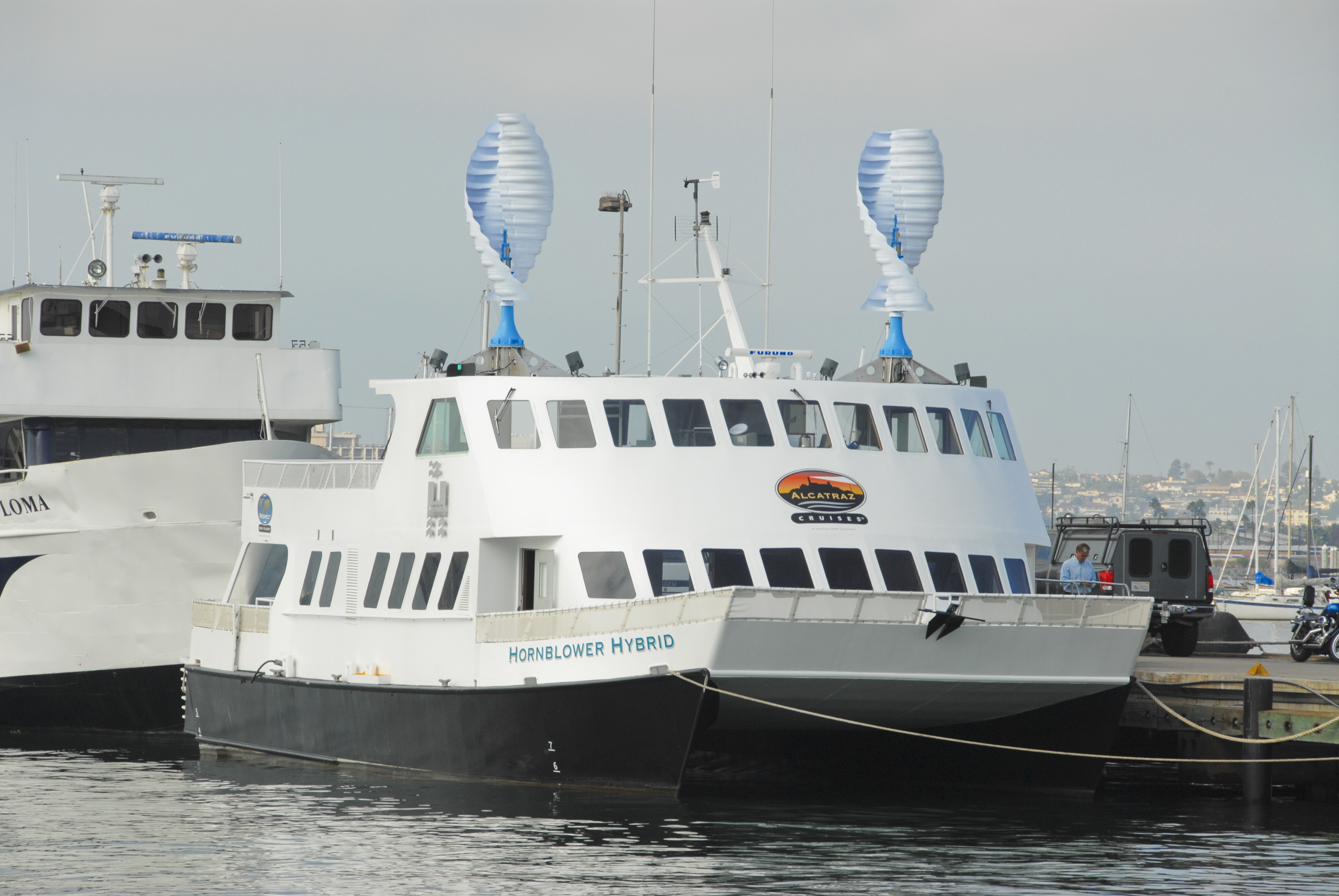
Les éoliennes Savonius hélicoïdales sont en bleu sur le ferry

Le Hornblower Hybrid est un ferry à propulsion hybride traversant la baie de San-Francisco, en Californie, aux États-Unis d'Amérique. Il utilise des éoliennes de type Savonius hélicoïdales, ainsi que des panneaux photovoltaïques et un moteur Diesel.